# Syrisca arabs
Syrisca arabs är en spindelart som beskrevs av Simon 1906. Syrisca arabs ingår i släktet Syrisca och familjen sporrspindlar.
Artens utbredningsområde är Sudan. Inga underarter finns listade i Catalogue of Life.